# Слаткин, Леонард
Леонард Слаткин (англ. Leonard Slatkin; род. 1 сентября 1944, Лос-Анджелес) — американский дирижёр.

## Биография
Сын скрипача Феликса Слаткина и виолончелистки Элинор Аллер. Его предки по отцу (их фамилия была Злоткин) переселились в США из Могилёва-Подольского в 1913 году, среди родственников по матери — двоюродный дед Аллер, виолончелист и дирижёр Модест Альтшулер.
Учился в Индианском университете в Блумингтоне, в городском колледже Лос-Анджелеса, в Джульярдской школе. Как дирижёр дебютировал в 1966 году.

## Карьера
В 1968 году Вальтер Зюскинд назначил Слаткина помощником дирижёра Сент-Луисского симфонического оркестра, Слаткин занимал этот пост до 1977 года, после чего стал музыкальным консультантом симфонического оркестра Нового Орлеана. 
В конце 1970-х — начале 1980-х годах Слаткин провёл серию Бетховенских фестивалей с симфоническим оркестром Сан-Франциско. В 1979 году вернулся в Сент-Луисский симфонический оркестр и оставался там до 1996 года; с этим коллективом связан ряд значительных событий в творческой биографии Слаткина — в частности, первая цифровая стереофоническая запись в 1985 году музыки балета П. И. Чайковского «Щелкунчик».
В 1996 году стал музыкальным директором Национального симфонического оркестра, его контракт завершился в 2008 году. 
В 2000—2004 годах одновременно — главный дирижёр симфонического оркестра Би-Би-Си, в 2001 года стал вторым за всю историю (после Чарльза Маккераса в 1980 годах) небританским дирижёром заключительного концерта Променадных концертов Би-би-си. 
С 2004 года — главный приглашённый дирижёр симфонического оркестра Лос-Анджелеса, а с 2005 года — Лондонского королевского филармонического оркестра. 
В 2006 году — музыкальный консультант симфонического оркестра Нэшвилла. 
С 2007 года — музыкальный директор Детройтского симфонического оркестра. 
С 2008 года — директор Питсбургского симфонического оркестра. 
В сезоне 2010 / 2011 года музыканты Детройтского симфонического оркестра под управлением Слаткина устроили забастовку, на несколько месяцев полностью прекратив выступления в связи со снижением заработной платы.

## Репертуар
Вивальди, Бах, Гайдн, Бетховен, Чайковский, Рахманинов, Малер, Барток, Гершвин, Прокофьев, Шостакович, Барбер и другие композиторы XIX—XX в.

## Награды
- Кавалер ордена Почётного легиона (2004, Франция).
- Орден Дружбы (29 октября 2008 года, Россия) — за большой вклад в сохранение, развитие и популяризацию русской культуры за рубежом[2].
- Национальная медаль США в области искусств (2003).